# Almeno credo
Almeno credo è un brano musicale del cantante italiano Luciano Ligabue, pubblicato nel 2000 come terzo singolo tratto dall'album Miss Mondo.

## Il testo
Si tratta di una dichiarazione d'intenti, una sequenza di "credo", del cantautore, fatta non per "buonismo" ma per ribadire scelte precise e continuare nel perseguirle.

## Il video musicale
Diversi personaggi famosi, tra cui Vanessa Incontrada, DJ Ringo, Syusy Blady e Patrizio Roversi, Giobbe Covatta, Giuseppe Cederna, Luciana Littizzetto, Elio Fiorucci, Gianni Mura, Fernanda Pivano e Yuma Diakite, sfogliano vari cartelli, su cui appaiono parole tratte dal testo della canzone. L'idea viene dal video della canzone Subterranean Homesick Blues di Bob Dylan e proprio al cantautore statunitense fa riferimento l'ultimo cartello della sequenza su cui è volutamente scritto "Thanks Bob" in ringraziamento.
Il videoclip, diretto da Alessandro Bosi e Matteo Sironi, è stato inserito nelle raccolte in DVD, Secondo tempo del 2008 e Videoclip Collection del 2012, quest'ultima distribuita solo in edicola.

## Tracce
1. Almeno credo – 4:19 (Luciano Ligabue)

## Formazione
- Luciano Ligabue - voce

### La Banda
- Federico Poggipollini – chitarra elettrica
- Mel Previte - chitarra elettrica
- Antonio Righetti - basso
- Roberto Pellati - batteria
- Fabrizio Simoncioni – organo Hammond, pianoforte elettrico Wurlitzer